# Elands Bay
Elands Bay es una ciudad en Sudáfrica, situada en la provincia Occidental del Cabo, en el océano Atlántico. La ciudad está ubicada a unos 220 kilómetros (dos horas y media de viaje) al norte de Ciudad del Cabo. Es un lugar importante de surf y también por sus cuevas que tienen un número de pinturas rupestres. Este lugar es un hábitat importante para las aves.

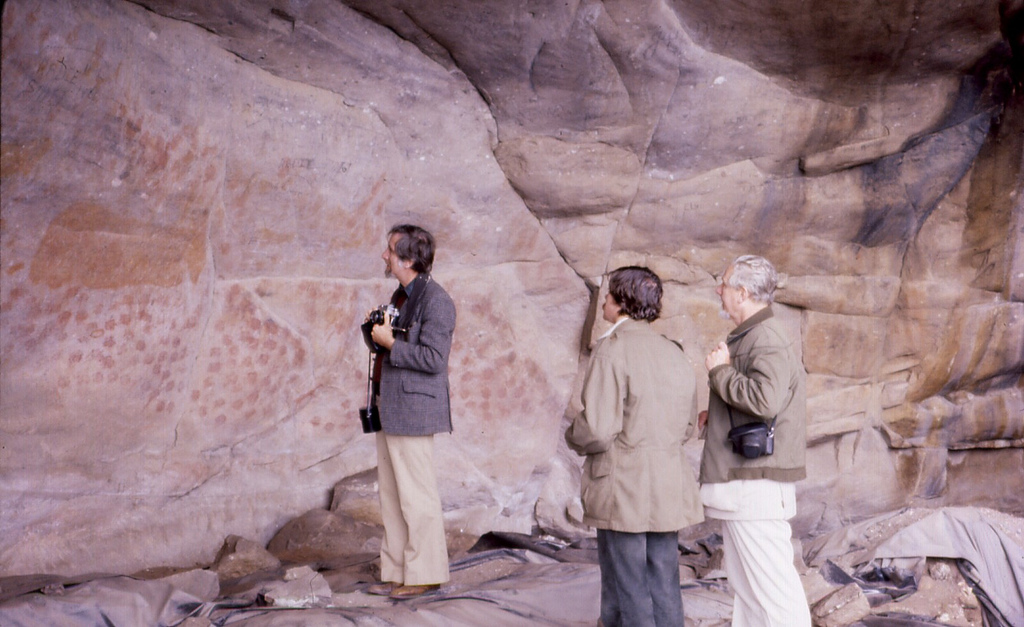
Cueva de Elands Bay